# Merl Saunders
Merl Saunders, (14. února 1934 San Mateo – 24. října 2008 San Francisco) byl americký hudebník, hráč na různé klávesové nástroje. Během své kariéry natočil řadu sólových alb a často spolupracoval s Jerry Garciou ze skupiny Grateful Dead. V letech 1974–1975 působil s Garciou v kapele Legion of Mary. V osmdesátých letech byl členem superskupiny The Dinosaurs. Spolupracoval i s dalšími hudebníky, mezi které patří Tom Fogerty, Bonnie Raitt nebo Taj Mahal.
Zemřel po mrtvici ve svých čtyřiasedmdesáti letech.